# Трейсі Крауч
Трейсі Елізабет Енн Крауч (англ. Tracey Elizabeth Anne Crouch; нар. 24 липня 1975, Ешфорд (Кент), Англія) — британський політик-консерватор. Вона є членом парламенту від виборчого округу Chatham and Aylesford з 2010, Молодший міністр спорту з 2015.

## Життєпис
Дочка соціального працівника і страхового брокера, Крауч вивчала право в Університеті Галла. Після двох років роботи у парламенті (1996–1998) для різних депутатів, у тому числі Майкла Говарда, Крауч працювала політичним консультантом. У 2003 році їй було запропоновано повернутися до парламенту, щоб стати начальником штабу тіньового Міністра освіти Деміена Гріна, і, пізніше, тіньового Міністра внутрішніх справ Девіда Девіса. У період між 2005 і 2010 Крауч була головою зв'язків з громадськістю страхової компанії Aviva.